# Fouad Naffah
Fouad Naffah (en arabe : فؤاد نفاع), né le 1er mars 1925 et mort le 9 avril 2017, est un homme politique libanais.
Il fut député de Kesrouan et occupa plusieurs postes ministériels (ministre de l'Agriculture (1972), des Finances (1972-1973) et des Affaires étrangères (1973-1974)).

## Biographie
Il est né à Zouk Mikael au Mont-Liban et fut diplômé en droit en 1946 de l’Université Saint-Joseph de Beyrouth

## Carrière politique
Fouad Naffah a commencé sa carrière politique en 1951 et fut élu député de Kesrouan en 1960, puis re-élu en 1972. Il fut nommé ministre de l'Agriculture dans le gouvernement du premier-ministre Saëb Salam, puis ministre des Finances dans le gouvernement issu des élections de 1972 présidé par Saeb Salamn. Ensuite, suite la démission de ce dernier le 25 avril 1973 à la suite de l'attaque menée par un commando israélien à Beyrouth contre des activistes palestiniens, il est resté ministre des Finances dans le gouvernement présidé par Amine al-Hafez. Il a ensuite été ministre des Affaires étrangères dans le gouvernement présidé par Takieddine Solh du 8 juillet 1973 au 31 octobre 1974 .

## Carrière ministérielle
La participation de Naffah à la conférence islamique de Karachi a été notée par l'ancien ambassadeur libanais aux États-Unis, Nadim Dimachkié, qui a écrit dans ses mémoires : « La majorité des Libanais se sentent parfaitement à l'aise dans leurs échanges avec tous les êtres humains, sans considération de couleur, de race ou de religion. Je me souviens d'un événement qui eut lieu au début des années 70. À la conférence islamique de Karachi, la délégation du Bangladesh était absente à la cause d'une forte tension qui opposait Dakka à Karachi. La conférence décida l'envoi d'une délégation présidée par le ministre des Affaires étrangères du Liban, un Chrétien maronite, M. Fouad Naffah, afin de jouer le médiateur entre les deux parties en litige. Il va sans dire que notre ministre rencontra plein succès dans sa médiation. Ce ne fut pas le seul exemple de médiation internationale menée par le Liban, mais pour autant que je m'en souvienne, ce fut la plus spectaculaire et la plus inédite. ».
En juillet 1973, il a dirigé une délégation en Syrie à rencontrer le ministre des affaires étrangères de la Syrie, 'Abdul-Halim Khaddam.
En janvier 1974, il a conduit une mission spéciale de la ligue arabe en Amérique du sud, afin d'éclaircir la position des nations latino-américaines à propos du conflit israélo-arabe. Ce voyage a joué un rôle important pour convaincre le gouvernement argentin, brésilien et mexicain de faire respecter les droits palestiniens.
En février 1974, Naffah a participé à une mission menée par le ministre des affaires étrangères du Koweït, Cheikh Sabah al-Ahmad al-Jaher et plusieurs ministres et ambassadeurs du monde islamique à Dacca afin de chercher une reconciliation de dernière minute entre le Bangladesh et le Pakistan
Le 11 avril 1974, le massacre de Kiryat Shmona s'est passé dans lequel 18 personnes étaient tués en Israël par trois membres du Front populaire de libération de la Palestine. Israël a répondu avec des attaques aériennes contre des villages au sud du Liban qui étaient suspectés de cacher des commandos palestiniens. Le conseil de sécurité des Nations unies a adopté une résolution le 24 avril qui a condamné Israël pour sa violation du territoire libanais, mais cette résolution n'a pas mentionné l'attentat de Kiryat Shmona. Selon plusieurs diplomates occidentaux, un texte brouillon soutenu par des pouvoirs occidentaux avait mentionné Kiryat Shmona mais après le brouillon était discuté à Washington par Naffah et Henry Kissinger, il a été rentré avec la référence omise. Selon Robert D. Kumamoto, Naffah poussait aux États-Unis pour trouver une façon d'affirmer l'intégrité territoriale de son pays, et que Kissinger avait besoin du soutien des autres États arabes pour l'aider à provoquer la flexibilité de la Syrie.
Il a participé à l'Accord de Taëf en 1989 et vers cette période, il a été considéré pour la présidence en tant qu'une solution potentielle à la guerre civile.
Il a boycotté les élections législatives de 1992 et de 1996, et fut élu Secrétaire Général du Ralliement National Libanais fondé par le Président Amine Gemayel.

## Décès et reconnaissance posthume
Naffah est mort à l'âge de 92 ans, le 9 avril 2017. Il a été décoré de la médaille de l'Ordre national du Cèdre. Dans un carnet de deuil de Samir Attallah, Naffah était décrit comme « homme politique modèle », « sincère et noble » et avec sa perte, « le Liban a perdu un modèle du travail politique honnête ».

## Notes et références

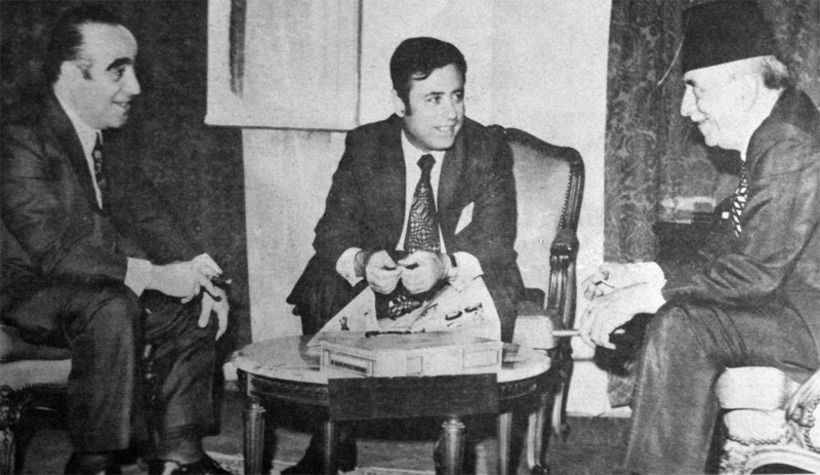
Fouad Naffah avec le ministre des affaires étrangères de la Syrie, Abdul Halim Khaddam et Takieddine el-Solh, 1973